# Szymon Sutor
Szymon Sutor (ur. 1 grudnia 1990 w Kościerzynie) – polski kompozytor, aranżer i dyrygent, łączący jazz z muzyką poważną, ale wykonujący również muzykę rozrywkową. Laureat nagrody Fryderyk 2020 w kategorii Fonograficzny Debiut Roku – Jazz.

## Życiorys
Absolwent Akademii Muzycznej im. Stanisława Moniuszki w Gdańsku. Twórca czteroczęściowej mszy Missa de Beata Maria Virgine na orkiestrę symfoniczną, chór mieszany, trio jazzowe oraz solistów. Współautor kompozycji The Lost Seasons inspirowanej Czterema porami roku A. Vivaldiego wykonanej premierowo podczas szczytu klimatycznego ONZ 2018 w Katowicach. Kierownik muzyczny oraz dyrygent koncertu symfonicznego Świat Mistrza Beksińskiego, którego premiera miała miejsce w 2019 r. w Filharmonii Narodowej w Warszawie.
W 2019 r. ukazał się jego debiutancki album pt. Jazz Septet & String Orchestra, za który muzyk otrzymał nagrodę Fryderyk 2020 w kategorii Fonograficzny Debiut Roku – Jazz.

## Dyskografia
Albumy
| Tytuł                                                                                              | Dane dot. albumu                                 |
| -------------------------------------------------------------------------------------------------- | ------------------------------------------------ |
| Szymon Sutor Jazz Septet & String Orchestra feat. Adam Pierończyk – Jazz Septet & String Orchestra | - Data: 12 listopada 2019 - Wydawca: Sutor Music |

## Nagrody i wyróżnienia
| Rok  | Tytułem                                 | Nagroda                                                       | Nota                           | Źródło |
| ---- | --------------------------------------- | ------------------------------------------------------------- | ------------------------------ | ------ |
| 2015 | Kategoria OPEN – za kompozycję „Mirage” | IX Międzynarodowy Konkurs Kompozytorski im. Krzysztofa Komedy | 2. miejsce                     | [ 6 ]  |
| 2016 | Osobowość Roku 2015 w kategorii Kultura | Nagrody czytelników Dziennika Bałtyckiego                     | Laur                           | [ 7 ]  |
| 2017 | za kompozycję „Ceper”                   | X Międzynarodowy Konkurs Kompozytorski im. Krzysztofa Komedy  | 1. miejsce i Nagroda Specjalna | [ 8 ]  |
| 2020 | Fonograficzny Debiut Roku – Jazz        | Fryderyki 2020                                                | Laur                           | [ 9 ]  |